# رفتاردرمانی عقلانی هیجانی
رفتاردرمانی عقلانی هیجانی(REBT) یا به انگلیسی(Rational emotive behavior therapy) یا درمان شناختی-رفتاری عقلانی-هیجانی یک روان‌درمانی فعال-دستوری است که بر پایه‌های فلسفی و تجربی استوار است، بر این اصل تأکید دارد که افراد در مورد موقعیت‌هایی که درگیر آن هستند، باورهای اشتباهی دارند و این باورها باعث ایجاد اختلال می‌شوند، با این حال، این باورها قابل بحث و تغییر هستند. هدف این روش، حل مشکلات و اختلالات هیجانی و رفتاری و کمک به افراد برای داشتن زندگی شادتر و رضایت‌بخش‌تر است. REBT که نوعی درمان شناختی رفتاری(CBT) به‌شمار می‌رود، توسط روان‌شناس آمریکایی آلبرت الیس (Albert Ellis) با الهام از آموزه‌های فیلسوفان آسیایی، یونانی، رومی و مدرن در اواسط دهه ۱۹۵۰ میلادی بنیان نهاده شد و توسعه آن تا زمان مرگ او در سال ۲۰۰۷ ادامه یافت.

## تاریخچه
REBT هم یک سیستم روان درمانی شامل نظریه و عمل است و هم یک مکتب فکری که توسط الیس تأسیس شده است. او ابتدا ایده‌های خود را در کنفرانسی از انجمن روان‌شناسی آمریکا در سال ۱۹۵۶ ارائه کرد. سپس در سال ۱۹۵۷ مقاله مهمی با عنوان «روان‌درمانی عقلانی و روان‌شناسی فردی» منتشر کرد که در آن پایه و اساس آنچه را که درمان عقلانی (RT) می‌نامید تنظیم کرد و به‌دقت به سؤالات رودلف دریکورس و دیگران دربارهٔ شباهت‌ها و تفاوت‌های آن با روان‌شناسی فردی آلفرد آدلر پاسخ داد. این تقریباً یک دهه قبل از آن بود که روان‌پزشک آرون بک برای اولین بار «درمان شناختی» خود را پس از تماس الیس با او در اواسط دهه ۱۹۶۰ آغاز کند. رویکرد الیس در سال ۱۹۵۹ به درمان هیجانی-منطقی تغییر نام داد و سپس در سال ۱۹۹۲ به اصطلاح فعلی نامگذاری شد.
پیش‌نیازهای برخی از جنبه‌های اساسی درمان شناختی-رفتاری عقلانی-هیجانی در سنت‌های فلسفی باستانی، به ویژه در فلسفه رواقی‌گرایی شناسایی شده‌اند. فیلسوفانی مانند مارکوس آئورلیوس، اپیکتت، زنون، کرایسیپوس، پانائتیوس، سیسرون و سنکا، و همچنین فیلسوفان آسیایی اولیه مانند کنفوسیوس و گوتاما بودا، از جمله این پیش‌نیازها هستند. الیس در اولین کتاب اصلی خود در مورد درمان عقلانی نوشت که اصل اصلی رویکردش -اینکه افراد به ندرت تحت تأثیر رویدادهای خارجی قرار می‌گیرند، بلکه بیشتر تحت تأثیر تفکرشان دربارهٔ این رویدادها هستند- در اصل توسط فیلسوفان رواقی باستانی کشف و بیان شد. الیس این موضوع را با نقل‌قولی از کتاب "انکیریدیون" اپیکتتوس نشان می‌دهد:
"انسان‌ها نه توسط اتفاقات، بلکه توسط دیدگاه‌هایی که نسبت به آن‌ها دارند آشفته می‌شوند."— اپیکتت، انکیریدیون
الیس همچنین اشاره کرد که شکسپیر نیز فکر مشابهی را در نمایشنامه هملت بیان کرده است:
"هیچ چیز خوب یا بدی وجود ندارد، بلکه این تفکر است که آن را چنین می‌سازد."— شکسپیر، هملت

## مبانی نظری
REBT این فرضیه را مطرح می‌کند که انسان‌ها هم تمایلات و گرایش‌های عقلانی ذاتی (خودیاری‌گر، کمک‌کننده به جامعه و سازنده) و هم تمایلات و گرایش‌های غیرعقلانی (خودشکن، مخرب برای جامعه و غیرمفید) دارند. REBT ادعا می‌کند که افراد تا حد زیادی به‌طور آگاهانه و ناخودآگاه مشکلات هیجانی مانند سرزنش خود، ترحم به خود، خشم بالینی، احساس آسیب، گناه، شرم، افسردگی و اضطراب، و همچنین تمایلات رفتاری مانند تعلل، وسواس، اجتناب، اعتیاد و کناره‌گیری را از طریق تفکر، احساس و رفتار غیرعقلانی و خودشکن خود ایجاد می‌کنند.
درمان شناختی-رفتاری عقلانی-هیجانی به عنوان یک فرایند آموزشی به کار می‌رود که در آن درمانگر اغلب به‌صورت فعال-دستوری به مراجع آموزش می‌دهد که چگونه باورها و فلسفه‌های غیرعقلانی و خودشکن را شناسایی کند. این باورها معمولاً سخت‌گیرانه، افراطی، غیرواقع‌بینانه، غیرمنطقی و مطلق‌گرایانه هستند. سپس به مراجع آموزش داده می‌شود که این باورها را به‌صورت قاطعانه و فعالانه زیر سؤال ببرد و به چالش بکشد و آن‌ها را با باورهای عقلانی‌تر و خودیار جایگزین کند. با استفاده از روش‌ها و فعالیت‌های شناختی، هیجانی و رفتاری مختلف، مراجع با کمک درمانگر و از طریق تمرینات خانگیمی‌تواند به روش‌های تفکر، احساس و رفتار عقلانی‌تر، خودیار و سازنده‌تر دست یابد.
یکی از اهداف اصلی REBT این است که به مراجع نشان دهد هرگاه رویدادهای ناخوشایند و ناگوار در زندگی افراد رخ می‌دهد، آن‌ها این انتخاب را دارند که به‌صورت سالم و خودیار، احساس پشیمانی، ناکامی و ناراحتی کنند یا به‌صورت ناسالم و خودشکن، احساس وحشت، ترس، هراس، افسردگی، نفرت از خود داشته باشند. با کسب و درونی کردن یک فلسفه عقلانی‌تر و سازنده‌تر دربارهٔ خود، دیگران و جهان، افراد اغلب احتمال بیشتری دارد که به‌صورت سازگارانه‌تر و زندگی‌بخش‌تر رفتار و احساس کنند.
یک فرض اساسی REBT این است که انسان‌ها از نظر عاطفی به دلیل شرایط ناگوار آشفته نمی‌شوند، بلکه به‌خاطر نحوه درک و ساخت دیدگاه‌های خود دربارهٔ این شرایط از طریق زبان، باورهای ارزیابانه، معانی و فلسفه‌هایشان دربارهٔ جهان، خود و دیگران، دچار آشفتگی هیجانی می‌شوند. این مفهوم به فیلسوف رواقی، اپیکتتوس، نسبت داده شده است که اغلب به‌عنوان کسی که از ایده‌های مشابه در دوران باستان استفاده می‌کرد، یاد می‌شود.

## نقص عملکرد روانی
یکی از ارکان اصلی REBT این است که روش‌ها و الگوهای غیرعقلانی و ناکارآمد تفکر، احساس و رفتار، به بروز آشفتگی‌های انسان و خودشکنی‌های هیجانی و رفتاری و همچنین شکست‌های اجتماعی کمک می‌کنند. REBT به‌طور کلی آموزش می‌دهد که وقتی افراد ترجیحات، خواسته‌ها و آرزوهای انعطاف‌پذیر خود را به دستورات مطلق‌گرایانه، بزرگ‌نمایی‌شده و جبرگرایانه تبدیل می‌کنند، این امر تمایل به ایجاد آشفتگی و ناراحتی دارد. این الگوهای ناکارآمد، نمونه‌هایی از تحریف‌های شناختی هستند.

### باورهای غیرعقلانی
REBT چهار باور غیرعقلانی اصلی را مطرح می‌کند که باعث ایجاد رنج می‌شوند:
1. توقعات (Demands): تمایل به درخواست موفقیت، رفتار منصفانه و احترام (به عنوان مثال، "باید با من منصفانه رفتار شود").
2. فاجعه‌سازی (Awfulizing): تمایل به در نظر گرفتن رویدادهای نامطلوب به عنوان وقایع فاجعه‌آمیز یا وحشتناک (به عنوان مثال، "وقتی به من بی‌احترامی می‌شود، وحشتناک است").
3. تحمل پایین ناکامی (Low Frustration Tolerance - LFT): باور فرد به اینکه نمی‌تواند ناملایمات را تحمل کند (به عنوان مثال، "نمی‌توانم تحمل کنم که با من ناعادلانه رفتار شود").
4. تحقیر خود یا دیگران (Depreciation): باور فرد به اینکه یک رویداد منفرد نشان‌دهنده کل شخصیت او است (به عنوان مثال، "وقتی شکست می‌خورم، نشان می‌دهد که من یک شکست خورده کامل هستم").

این باورهای غیرعقلانی می‌توانند منجر به احساسات منفی مانند اضطراب، افسردگی، خشم و ناامیدی شوند. هدف REBT کمک به افراد برای شناسایی و به چالش کشیدن این باورها و جایگزینی آن‌ها با باورهای عقلانی‌تر و سازنده‌تر است.